# Tetramesa leucospae
Tetramesa leucospae är en stekelart som beskrevs av Zerova och Madjdzadeh 2005. Tetramesa leucospae ingår i släktet Tetramesa och familjen kragglanssteklar.
Artens utbredningsområde är Iran. Inga underarter finns listade i Catalogue of Life.